# Domblain
Domblain est une commune française située dans le département de la Haute-Marne, en région Grand Est.

## Géographie

### Localisation
Domblain se trouve à environ 18 km au nord-ouest de Joinville et à 6 km au sud-est de Wassy.

### Communes limitrophes
|                     | Valleret   |                        |
| Vaux-sur-Blaise     | Domblain   | Fays                   |
| Rachecourt-Suzémont | Morancourt | Guindrecourt-aux-Ormes |

### Hydrographie
La commune est dans la région hydrographique « la Seine de sa source au confluent de l'Oise (exclu) » au sein du bassin Seine-Normandie. Elle est drainée par le Fossé 01 des Méraux,.

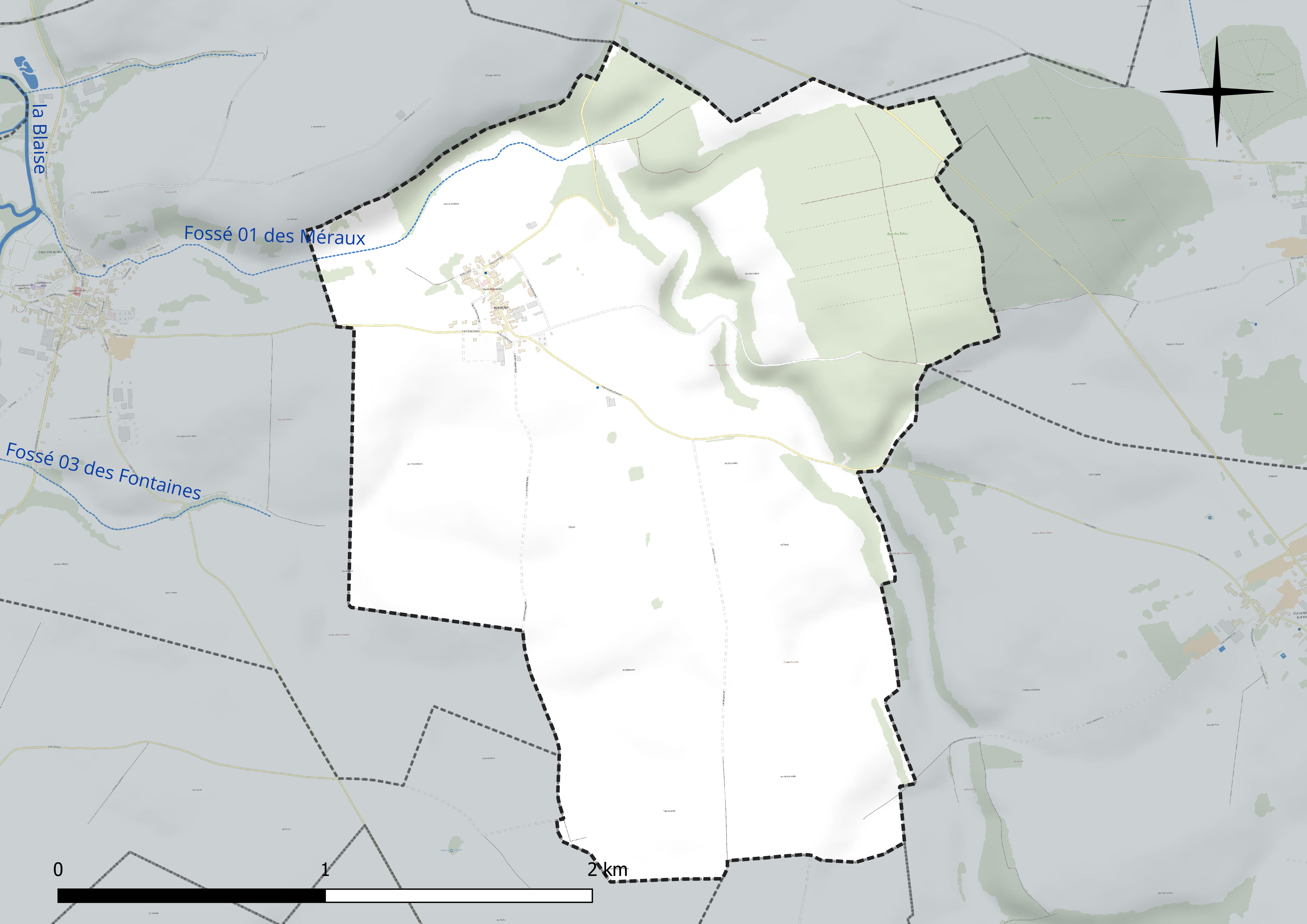
Réseau hydrographique de Domblain.

### Climat
Pour des articles plus généraux, voir Climat du Grand Est et Climat de la Haute-Marne.
En 2010, le climat de la commune est de type climat des marges montargnardes, selon une étude du Centre national de la recherche scientifique s'appuyant sur une série de données couvrant la période 1971-2000. En 2020, Météo-France publie une typologie des climats de la France métropolitaine dans laquelle la commune est exposée à un climat océanique altéré et est dans la région climatique Lorraine, plateau de Langres, Morvan, caractérisée par un hiver rude (1,5 °C), des vents modérés et des brouillards fréquents en automne et hiver.
Pour la période 1971-2000, la température annuelle moyenne est de 10,1 °C, avec une amplitude thermique annuelle de 16,1 °C. Le cumul annuel moyen de précipitations est de 954 mm, avec 13,1 jours de précipitations en janvier et 9,4 jours en juillet. Pour la période 1991-2020, la température moyenne annuelle observée sur la station météorologique de Météo-France la plus proche, « Blécourt », sur la commune de Blécourt à 12 km à vol d'oiseau, est de 10,8 °C et le cumul annuel moyen de précipitations est de 879,6 mm. 
La température maximale relevée sur cette station est de 40,2 °C, atteinte le 25 juillet 2019 ; la température minimale est de −18 °C, atteinte le 20 décembre 2009,,.
Les paramètres climatiques de la commune ont été estimés pour le milieu du siècle (2041-2070) selon différents scénarios d'émission de gaz à effet de serre à partir des nouvelles projections climatiques de référence DRIAS-2020. Ils sont consultables sur un site dédié publié par Météo-France en novembre 2022.

## Urbanisme

### Typologie
Au 1er janvier 2024, Domblain est catégorisée commune rurale à habitat dispersé, selon la nouvelle grille communale de densité à sept niveaux définie par l'Insee en 2022.
Elle est située hors unité urbaine. Par ailleurs la commune fait partie de l'aire d'attraction de Saint-Dizier, dont elle est une commune de la couronne,. Cette aire, qui regroupe 72 communes, est catégorisée dans les aires de 50 000 à moins de 200 000 habitants,.

### Occupation des sols
L'occupation des sols de la commune, telle qu'elle ressort de la base de données européenne d’occupation biophysique des sols Corine Land Cover (CLC), est marquée par l'importance des territoires agricoles (81,4 % en 2018), en augmentation par rapport à 1990 (72,2 %). La répartition détaillée en 2018 est la suivante : 
terres arables (67,7 %), forêts (18,6 %), zones agricoles hétérogènes (13,6 %). L'évolution de l’occupation des sols de la commune et de ses infrastructures peut être observée sur les différentes représentations cartographiques du territoire : la carte de Cassini (XVIIIe siècle), la carte d'état-major (1820-1866) et les cartes ou photos aériennes de l'IGN pour la période actuelle (1950 à aujourd'hui).

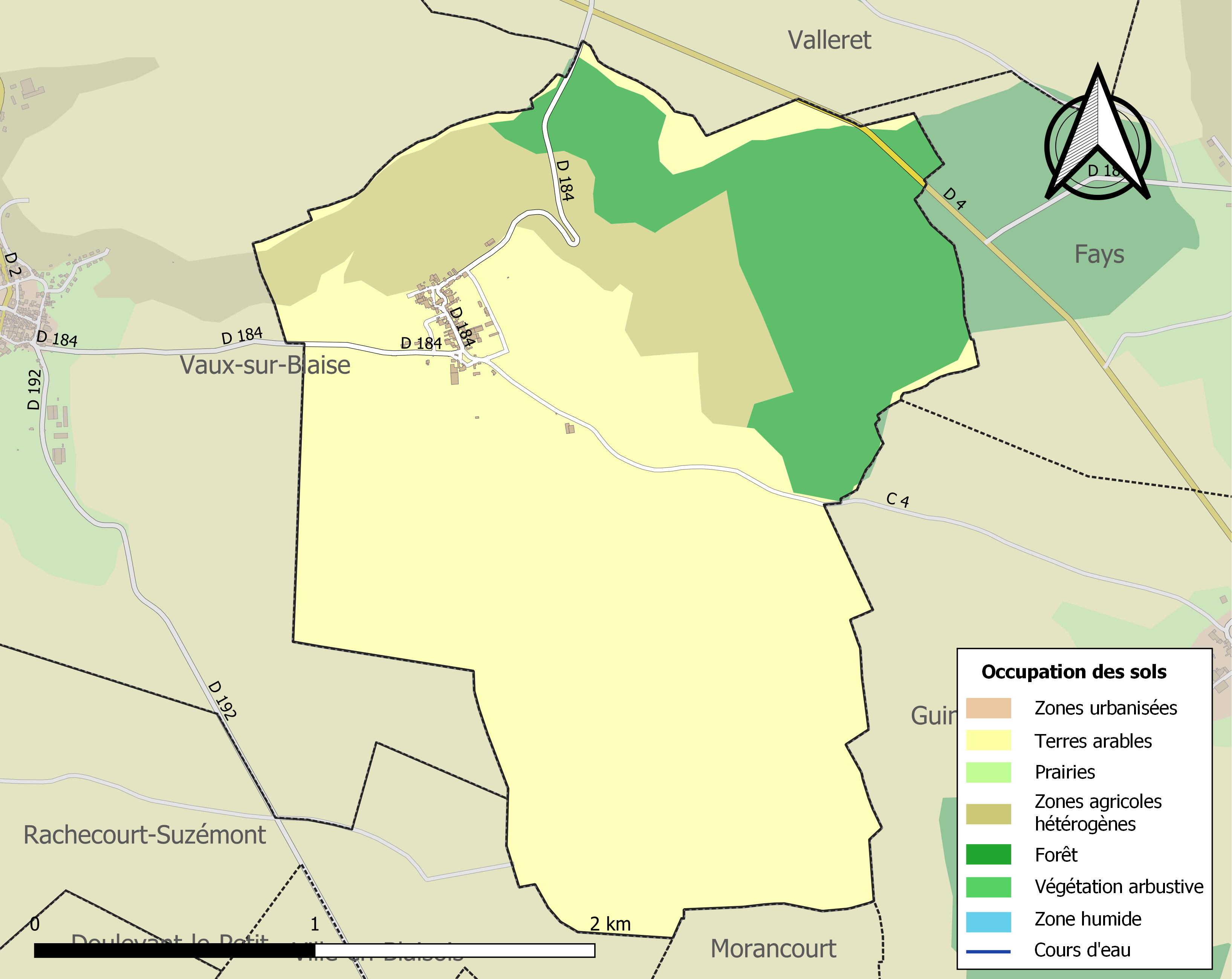
Carte des infrastructures et de l'occupation des sols de la commune en 2018 (CLC).

## Toponymie
Le nom de la localité est attesté sous les formes Donbelain (1248) ; Dombelain (1401) ; Domvesain (1402) ; Dhombelain (1608) ; Domblain (1675) ; Domblin (1780).

Du bas latin domnus et du nom du saint Benignus « saint Bénigne ».
Domblain est un hagiotoponyme qui fait référence à Bénigne de Dijon.
La dénomination Domblain s'est formée par corruption du vocable de l'église Dom-Benignus.

## Histoire
Le village est situé sur un ancien chemin de pèlerinage dont il était la huitième étape, le Chemin des étoiles, suivant le 48e parallèle.
Au XVIe siècle, le village était sous la domination de la puissante famille de Guise. Étienne du Raget, écuyer et premier homme d’Armes du duc François possédait la seigneurie de Domblain. Il dressa et signa en 1562 le procès-verbal du Massacre de Wassy, arrivé le 1er mars de cette année.

## Population et société

### Démographie
L'évolution du nombre d'habitants est connue à travers les recensements de la population effectués dans la commune depuis 1793. Pour les communes de moins de 10 000 habitants, une enquête de recensement portant sur toute la population est réalisée tous les cinq ans, les populations de référence des années intermédiaires étant quant à elles estimées par interpolation ou extrapolation. Pour la commune, le premier recensement exhaustif entrant dans le cadre du nouveau dispositif a été réalisé en 2007.

En 2022, la commune comptait 83 habitants, en évolution de +1,22 % par rapport à 2016 (Haute-Marne : −4,62 %, France hors Mayotte : +2,11 %).
| 1793 | 1800 | 1806 | 1821 | 1831 | 1836 | 1841 | 1846 | 1851 |
| ---- | ---- | ---- | ---- | ---- | ---- | ---- | ---- | ---- |
| 196  | 196  | 206  | 220  | 224  | 212  | 218  | 207  | 220  |

| 1856 | 1861 | 1866 | 1872 | 1876 | 1881 | 1886 | 1891 | 1896 |
| ---- | ---- | ---- | ---- | ---- | ---- | ---- | ---- | ---- |
| 177  | 195  | 202  | 182  | 191  | 179  | 188  | 178  | 182  |

| 1901 | 1906 | 1911 | 1921 | 1926 | 1931 | 1936 | 1946 | 1954 |
| ---- | ---- | ---- | ---- | ---- | ---- | ---- | ---- | ---- |
| 176  | 150  | 155  | 131  | 132  | 126  | 126  | 146  | 126  |

| 1962 | 1968 | 1975 | 1982 | 1990 | 1999 | 2006 | 2007 | 2012 |
| ---- | ---- | ---- | ---- | ---- | ---- | ---- | ---- | ---- |
| 115  | 117  | 105  | 92   | 89   | 92   | 92   | 92   | 92   |

| 2017 | 2022 | - | - | - | - | - | - | - |
| ---- | ---- | - | - | - | - | - | - | - |
| 80   | 83   | - | - | - | - | - | - | - |

## Économie
- Exploitations agricoles

## Culture locale et patrimoine

### Lieux et monuments
- Église Saint-Bénigne de Domblain

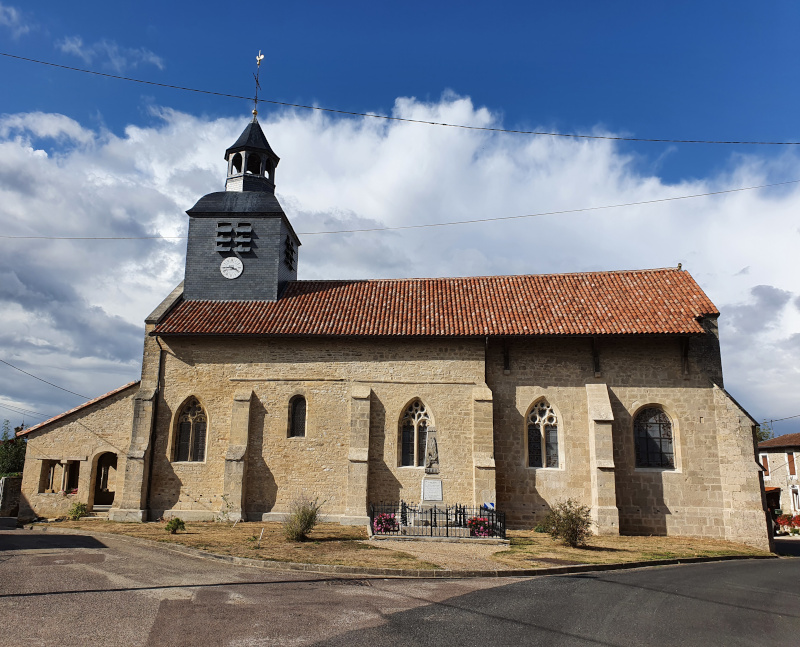
L'église Saint-Bénigne en 2020.

Construite au XIIIe siècle et agrandie au XVe siècle, l'église Saint-Bénigne est classée au titre des Monuments historiques par arrêté du 19 mars 1992.
Elle fait l'objet depuis 2010, sous l'impulsion des Amis de la restauration de l'église de Domblain (ARED), d'un programme de restauration générale, soutenu par la Mission Bern 2018.

### Cartes postales anciennes

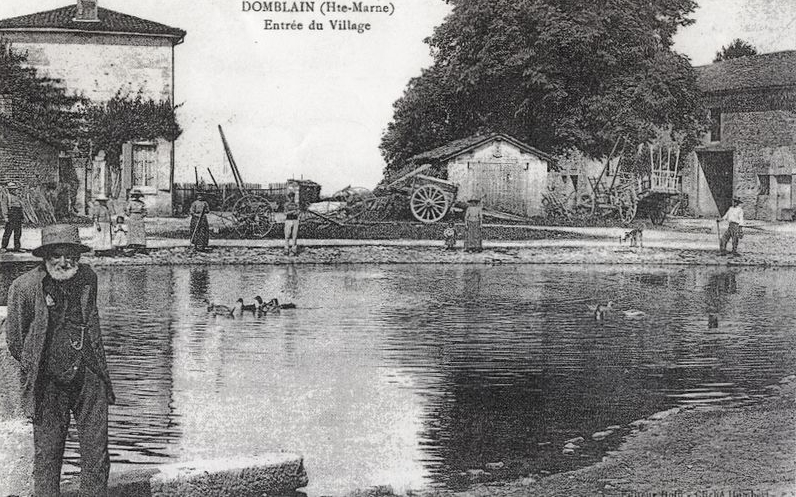
L'étang vers 1910.
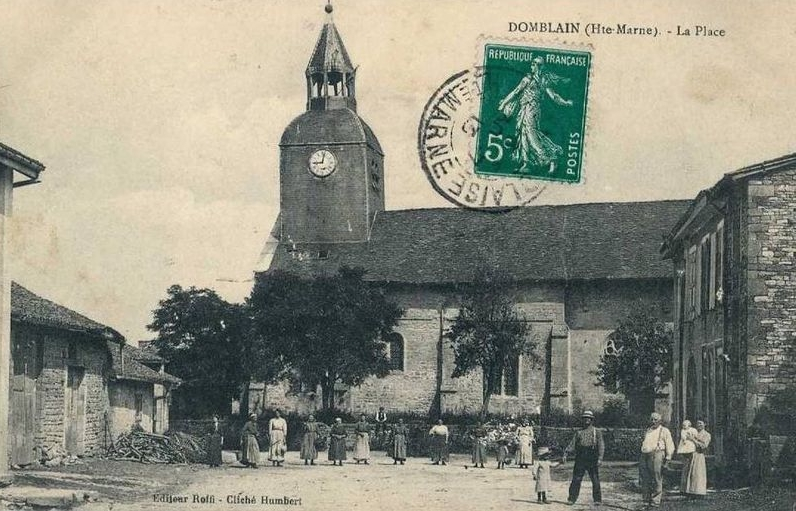
L'église vers 1913.
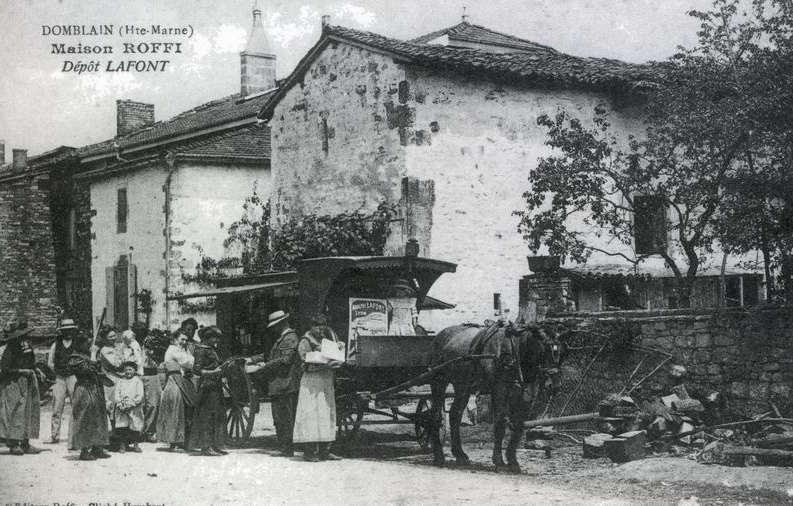
Un marchand ambulant vers 1920.
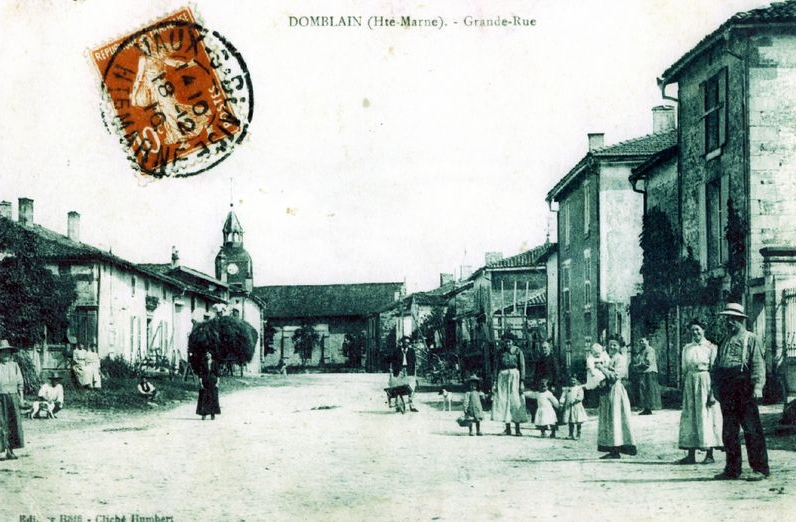
Habitants du village dans la Grande-Rue vers 1910.

### Héraldique
| Blason de Domblain | Blason  | D'azur au mont d'argent chargé de trois étoiles, entre deux lances passées en sautoir brochant sur le tout, en chef une cloche d'or, le tout l'un dans l'autre |
| Blason de Domblain | Détails | Le mont représente la localisation de la commune, en altitude. Les trois étoiles symbolisent la famille du Raguet, qui possédait la seigneurie de Domblain, ainsi que, couplées avec la cloche, l'ancien Chemin des Étoiles, route de pèlerinage dont Domblain était la huitième étape. Ce blason fut adopté par le conseil municipal le 17 septembre 2020. Procès-verbal [PDF] |